# クローバー (平川哲弘の漫画)
『クローバー』（CLOVER Our friendship will never die as long as we live.）は、平川哲弘による日本の漫画作品、及びそれを原作とするテレビドラマ。2007年19号から2015年46号まで『週刊少年チャンピオン』（秋田書店）にて連載。単行本は、全43巻。
友情や絆や釣りをテーマに、不良少年たちの熱い青春を描く群像劇である。

## あらすじ
孤独に生きる高校生・トモキ（奈良友基）。彼の学校に、小学校時代の親友・ハヤト（美咲隼斗）が転校してきた。破天荒だが友情に厚いハヤトのペースに巻き込まれ、トモキ、そしてケンジはかつての友情を取り戻す。しかし、ハヤトの存在が周囲にトラブルを巻き起こしていく。

## 登場人物

### 桃浜高校
美咲隼斗（みさき はやと） / ハヤト
高校1年生 → 高校2年生 → 高校3年生。誕生日は12月31日。髪型はコーンロウだったが、2年生・3年生と進級するたびに髪型を変える。小学校時代、両親が離婚。引越しして父に育てられていたが、父・祖父が死に、元の町へ戻ってきた（母親は再婚し、別の場所へ引っ越している）。当初はトモキの家に居候していたが、後にアパートを借りて一人暮らしをする。父の遺産（土地）を換金し、現金化して持っていた。
ケンカが強いが、自分からケンカを売ることは無く、友情に厚い。ただし、何かと張り合うタイプのため、トラブルメーカーとなっている。
小学校時代、二宮金次郎の像に3人の名前（ハヤト、トモキ、ケンジ）を彫り込み、友情の証としていた。ハヤトが戻ってきた時に小学校が廃校となったため、像は一時期トモキのガレージに保管され、その後はハヤトのアパートに保管されている。
趣味は釣りで、その入れ込みぶりは周囲に知れ渡っているが、腕前はそれほど良くない。
花山 健次（はなやま けんじ） / ケンジ
高校1年生→高校2年生→高校3年生。小学校時代から体格が良く、かつ無口なため同級生から敬遠されていた。外見はコワモテだが、内面は優しい。
親のために借金をしており、高校では借主にケンカの助っ人、相手への無慈悲な制裁などに利用されていた。それを知ったハヤトが借金を立替え、なおかつ相手に制裁を加えている。その後はハヤトにお金を返すためバイトに勤しんでおり、ハヤトを無視することも少なくない。
奈良友基（なら ともき） / トモキ
高校1年生 → 高校2年生 → 高校3年生。趣味はバイク（旧車）のレストアで、愛車は350SS。単行本6巻、48話で二輪免許を取得するが、運転はかなり下手。実家（母親）はコンビニを経営。
性格は非常にクレバー。この歳にしてかなり屈折しているひねくれ者。目立たないことを身上としており、そのため孤立しているが、実際に本人はそのことを喜んでいる。昔から本を読むことが好きで、ハヤトの友人の中では知性派。
ハヤトが帰ってきた時は、居候されて生活をかき回されたため、迷惑に思っていたが、ケンジの一件もあり友情を取り戻している。
水沢夏子（みずさわ なつこ）
高校3年生 → 卒業。バイクが壊れてしまい、困っていたところをトモキに助けられ、ツーリング仲間となる。その後に愛車が盗まれる事件が起こり、途方に暮れるが、ハヤトやトモキの助けにより取り戻すことに成功する。その事件をきっかけに、トモキとの仲は以前より親密になっている。学校を卒業した後は、就職のため広島に引っ越したが、トモキと遠距離恋愛を続けることになる。
赤井一太（あかい いった）
高校3年生 → 卒業。在学中はトモキらの通う桃浜高校の頭。愛車はCB400FOUR。
実家はバイクショップで、父親と2人で運営している。頑固な職人気質でぶっきらぼうだが、トモキを気に入っており、レアパーツを苦心して探し出している。
出席日数はギリギリで、学業より家業を優先していたものの、なんとか卒業。卒業後は実家のバイクショップで働いているが、職場がハヤトや真田たちのたまり場になっているため少し困っている（ただし、ハヤト達が来ることを嫌がっているわけではない）。
湯ノ目麻衣（後述）という仲の良い幼なじみがおり、心を寄せている。普段は感情的になることは少ないが、彼女と接する時は赤くなるなどシャイな部分もある。
秋山ユイ（あきやま ユイ）
ハヤトたちの1学年下の後輩。母の再婚相手の息子である義理の兄に暴力を振るわれていた。大人の女性に成り済ましてハヤトや元を誘惑していた。助けてもらってからはハヤトに好意を持っている。頭は良い。
花巻真一（はなまき しんいち）
ハヤトたちの1学年下の後輩。ハヤトと最初に出会ったのは、ハヤトがケンジの引っ越し会社のバイトの手伝いをした時。当初は母親の再婚で荒れていた。公園で絡まれていたところをハヤトたちに助けてもらったが、そのことでハヤトは骨折するほどの怪我を負う。桃浜に入学してからはハヤトを兄貴と慕い、放課後にユイとともにくっついて回っている。
大城（おおしろ）
桃浜の生徒。医者の息子で金持ち。ケンジに100万円を貸し、他校の生徒と喧嘩をさせていた張本人。

### 華咲男子高校
県下屈指の不良高校。生徒の9割がヤンキーで悪の吹き溜りとして有名。余りにもガラが悪いため、「ヤクザ養成学校」の異名を持つ。
菊池薫（きくち かおる）
高校1年生 → 高校2年生 → 高校3年生。
無口で無愛想だが、誰かが話す時に心の中でツッコミや賛同を行なっている。口癖は「だな」。1年生だった頃は、絶対的な上下関係がある華咲で上級生に抗っていた。しかし段々と孤立していき、学校内での味方は真田しかいない。しかし校外ならば、ハヤトや源など友人はそこそこいる。
ハヤトと同じ牛丼屋でバイトをしており、普段は無口だがバイト先ではちゃんと接客ができている。
2年の秋頃、井本に、真田と菊池のどちらかが華咲の頭にならないか？と求められるが、群れるのが嫌いという理由で2人とも断っている。
喧嘩は強いものの、真木に接戦の末破れたり、鳴我に惨敗したりと、タイマン対決での勝利描写はさほど多くない。
真田清秀（さなだ きよひで）
高校1年生 → 高校2年生 → 高校3年生。
菊池の相棒。寡黙な菊池と対照的に、おしゃべりな性格。髪をモヒカン刈りにしている。愛車は、SR400。
菊池と同じく学校内での味方がいないため、よく赤井の店を訪れる。
一度だけ源と対戦したことがあり、接戦の末敗れている。その後ハヤトに「やる気もないのにいきなりじゃ燃えない」と話しており、本調子であったかどうかは微妙である。
妹を非常に大事にしていて、手を出した者は容赦なく叩き潰される。
井本（いもと）
高校1年生 → 高校2年生 → 高校3年生。短髪であご髭を生やしている。
華咲では珍しく、真田と菊池と交流のある生徒。何かと2人を気遣っており、華咲校内外の情報をいろいろ教えている。喧嘩はあまり強くない模様。
守谷直人（もりや なおと）
菊池や真田が1年生の時の華咲高校の頭。
一太を圧倒するほどの実力を持つが、卑怯な行為を好む。ハヤトにタイマンで敗れ、一線を退いた。全盛期は「守谷の一声で100人の兵隊が動く」と言われるほど権力があった。
南正彦（みなみ まさひこ）
守谷時代の華咲のナンバー2。守谷と同様に、実力はあるが卑怯な手を好む。ビリヤード場で菊池と対戦し、追い詰めるが敗北する。
山田一樹（やまだ かずき）
守谷時代の幹部。河原でケンジと対戦し敗戦。
竹内 浩平（たけうち こうへい）
守谷時代の幹部。トイレで髪のチェックをしているところをハヤトと菊池に襲撃され、敗北する。
神田章男（かんだ あきお）
守谷時代の幹部の1人。一太と対戦し敗北する。
中村力（なかむら ちから）
真田と菊池の1つ先輩。額に傷跡がある。
守谷が卒業した後、華咲でトップ（幹部）になるため富士見、高野、石神と結託した。真田曰く、「腕っ節だけで華咲の幹部になったわけでない」らしい。
バンパイアというチームをつぶしに行った際、真木に敗北している。
富士見陽平（ふじみ ようへい）
菊池たちの1つ先輩。鼻にピアスをしている。
中村と共にバンパイアと潰しに行った際、真木と遭遇。あまりの強さに戦意喪失し、やられた中村たちをおいて逃走した。
高野勝也（たかの かつや）
菊池たちの1つ先輩。サングラスをかけている。
石神潤（いしがみ じゅん）
菊池たちの1つ先輩。黒髪。

### 九十九商業高校
源元（みなもと げん） / ゲンゲン
ユイと付き合っていたが、強い人が好きと言われ、振られる。振られた後も未練が残っている。ハヤトにケンカを売るが、ことごとく逃げられてしまう。ゲンゲンと呼ぶのは親友の証。後にハヤトとは良き友人関係になる。
初期はオレンジ色の短髪であったが、鳴我に誘われ誰かまわず喧嘩をして、皆に迷惑をかけたということで、反省から黒髪になっている。
喧嘩はかなり強く、他校にまでその名が轟いており、真田と対戦した際も勝利している（ただし真田が本調子であったかどうかは微妙）。
二階堂一樹（にかいどう かずき）
華咲に土に埋められていた所をハヤトに助けられた。みんなからはカズと呼ばれている。バイト先はケンジと同じだが、体力がなく仕事量が少ない。また、2年生になったものの、新入生にからまれカネヅルにされかけるなど喧嘩は弱い。源とよく一緒に行動しており、仲がいい模様。

### 天童志高校
真木京蔵（まき きょうぞう）
二代目六鬼會のメンバー。京谷隆利に借りがあり、その借りを返すため京谷重隆率いる「gLam ZERO」に入っていた。重隆が自分を売ったことに感づき、六鬼會を脱退する。
先輩である早乙女に天童志の次期頭に推薦されたことがあるが、めんどくさいなどの理由からその気は全くなかった。
ハヤトに誘われて釣りをして以来、その楽しみに目覚め、道具を本格的に揃えたり、釣り針を自作したりと、すっかり釣りが趣味になる。ハヤトより後に釣りを始めたにもかかわらず、ハヤトより釣りが上手い。
将来は車の整備士になりたいと思っており、卒業後は自動車短大に進学したいと進路指導の教師に語っている。
菊池や矢原に勝利し、ハヤトとは相打ちで喧嘩を終えるなど、作中でかなり喧嘩が強い部類に入る。
早乙女（さおとめ）
天童志の元頭。真木の1つ年上。次の頭に真木を指名したが、それを不服に思った矢原と喧嘩をし敗北。
矢原秀敏（やはら ひでとし）
早乙女が引退した後の天童志の頭。真木とは同級生。真木が自分のことをなめていると感じており、何かと理由をつけ真木と喧嘩をしようとしていた。そして最終的には「勝った方が天童志の頭になる」という条件で真木と対戦。真木は「勝って頭になりたくない」と考え本気を出さなかったが、ハヤトの言葉で本気になった真木に僅差で敗戦した。
喧嘩の後は早乙女にも認められて晴れて天童志の頭となり、真木との仲も良好になった模様。
松国（まつくに）、河辺（かわべ）
真木の同級生。天童志の頭を狙うが、矢原に敗北する。
田所（たどころ）
天童志の教師。生活指導を担当している。
モヒカンの男
天童志の生徒｡ 頭がなかなか矢原に決まらないことにキレていた。

### 六鬼會
京谷隆利（きょうや たかとし）
初代六鬼會のリーダー。
いきなり車で椿壱吾を轢いたり、ハヤトの胸目がけてナイフを振るったりするなど、かなりの危険人物。また、ハヤトを押さえ付けた味方もろとも平気で鉄パイプで殴るなど、仁義の欠片も無い。自身の車を非常に大切に思っており、ハヤトに車を傷つけられ激怒するが、返り討ちに遭う。結果、ハヤトと壱吾に六鬼會を壊滅させられたことになり、また中村が警察に自首したためメンバー全員が逮捕された。
金髪の男
本名不明。六鬼會の幹部。上納金を持ってこなかった部下の腕を腹立ちまぎれに刺すなど、危険人物である。
石田（いしだ）、上杉（うえすぎ）
六鬼會の幹部。
下田（しもだ）
六鬼會の幹部。サングラスをかけている。
ミノル
本名不明。六鬼會の幹部で鼻に傷のある男。隙をついてハヤトを押さえつけるが、京谷に鉄パイプでハヤトごと殴られ失神する。
中村（なかむら）
六鬼會に所属する下っ端。大きな顔をしたいと思い六鬼會に入った。しかし月10万の上納金を支払うことができず、自販機荒らしをしているところをハヤトや壱吾によって取り押さえられた。その後は改心し、警察に自首した。

### 夜黒蝶
構成人数86人。地区最大にして最強の喧嘩チーム。初代頭である吾妻が、当時最大のチームであった紅大蛇に反発したことが、夜黒蝶結成の始まりとなる。そして吾妻に賛同する不良たちが集まり、紅大蛇をつぶすことに成功。その後、さらに人が集まり、夜黒蝶が結成されることとなった。
渕上正巳（ふちがみ まさみ）
夜黒蝶の3代目頭。口にピアスをしている。喧嘩の強い桐生を仲間に加えようとするが失敗。その腹いせに馬場ら桐生の仲間をリンチするが、駆けつけたハヤトに敗北。
新山（にいやま）
夜黒蝶の幹部。こめかみ付近に大きな傷跡がある。
重光（しげみつ）
夜黒蝶の幹部。
吾妻隆室（あずま たかむろ）
夜黒蝶の初代頭。名前のみ登場しており、姿は描かれていない。

### HAMMER HEAD
米軍基地のある街のバイカーチーム。同じ街の蛇童との抗争中の事件により、少数精鋭のチームとなった。
吉良來人（きら らいと）
HAMMER HEADの頭。
辻克哉（つじ かつや）
辻千尋の弟。
奥村義樹（おくむら よしき）
真木京蔵と戦う。
倉地猛（くらち たけし）
星寅男と戦う。戦いの最中、「信じられるのは５人だけ。」と言い放ち、寅男に勝利する。
司馬陽平（しば ようへい）
源元と戦う。初めてできた後輩の克哉に、住む家や仕事を紹介した。

### 紅葉神島高校
広島県のとある島に存在する全寮制の極悪高校。不良が最後に行きつく場所と言われている。以前は、学校から出ることを禁じられていたが、頭が春木柊馬に変わったころから、外出出来るようになり、市内に出かけることができるようになった。
島では何も楽しみがなく、夏休みに実家に帰ることもできなかったため、１０年ほど前から「紅葉神島喧嘩頂上決戦」と呼ばれる喧嘩の団体戦トーナメントを開催し、頭を決めている。
春木チーム
昨年の王者チーム。
春木柊馬（はるき とうま）
紅葉神島高校の頭。
紅葉神島王者決定戦の副将戦で吉良來人と戦う。
１年時に東京の港麻莉（みなとあさり）高校を退学となり、編入した。
楠高虎（くすのき たかとら）
紅葉神島史上最強、紅葉神島のアンタッチャブルと言われる男。
紅葉神島王者決定戦の大将戦で美咲隼斗と戦う。
金平優（かねひら ゆう）
紅葉神島王者決定戦の先鋒戦で来栖巧と戦う。
飛田喜李心（とびた きりこ）
紅葉神島の番人かつ剛力王。紅葉神島王者決定戦の次鋒戦で真木京蔵と戦う。
多門大輔（たもん だいすけ）
紅葉神島のスピードスター。紅葉神島王者決定戦の中堅戦で真田清秀と戦う。
蜂須賀（はちすか）
紅葉神島王者決定戦の開始寸前に、楠高虎と出場を交代する。
花京院チーム
昨年の優勝チームで準決勝でミサキチームと対決。
花京院忍（かきょういん しのぶ）
紅葉神島喧嘩頂上決戦の副将戦で源元と戦う。
〝ゲンコツ大王〟の異名を持つ。
神楽木蓮（かぐらき れん）
紅葉神島喧嘩頂上決戦の中堅戦で吉良來人と戦う。
城戸大和（きど やまと）
紅葉神島喧嘩頂上決戦の次鋒戦で真木京蔵と戦う。
タックルを得意とする。
五味翔太郎(ごみ しょうたろう)
エルボーを得意とする。
紅葉神島喧嘩頂上決戦の先鋒戦で真田清秀と戦う。
綾瀬チーム
昨年の準優勝チーム。決勝でミサキチームと対決
綾瀬（あやせ）
紅葉神島喧嘩頂上決戦で美咲隼斗と戦う。
榎本和彦（えのもと かずひこ）
手首に蜘蛛のタトゥーを入れている。
紅葉神島喧嘩頂上決戦の先鋒戦で源元と戦う。
戸河内チーム
２年生チーム。準々決勝で花京院チームに敗北。
戸河内忠義(とごうち ただよし)
２年生。トーナメント準々決勝で花京院忍と戦う。

### その他
椿壱吾（つばき いちご）
通称ジェットコング。地元の商店街の人からは「イチゴちゃん」の愛称で呼ばれている。中年男性としか見えない容姿だが、正真正銘の高校生である（初登場時は17歳、留年して高校1年生）。ケンジを超える巨躯と、バイクにすら当たり負けしない豪腕を誇り、いかつい外見も加わり、半ば都市伝説的な人物として恐れられている。
喧嘩の実力は作中最強クラスで、タイマンでハヤトに黒星を付けた唯一の人物である。また六鬼會との喧嘩の際、車に轢かれ失神しながらも、その後何事も無かったかのように立ち上がり、ハヤトを背負うほどの頑丈さを併せ持つ。真田と菊池の2人を秒殺した過去もある。
恐ろしげな外見だが、気さくで情に篤い性格。
椿静江（つばき しずえ）
イチゴの母親。美人。「家庭料理 椿」を経営しており、料理はかなり上手い。
真壁サヤカ（まかべ さやか）
イチゴのクラスメイト。イチゴが転入2日目に茂男と茂次に殴られている所を助ける。
小林茂男（こばやし しげお）
アフロの男。通称「モジャ男」。弟の茂次と見分けがつけにくい。あご髭を生やし、耳にピアスをしている方が茂男。困っているおばあさんを助けようとするなど、性格は優しい。
小林茂次（こばやし しげじ）
アフロ頭の男で、茂男の弟。ケンジと対戦する。
安藤（あんどう）
イチゴが以前通っていた高校の卒業生で元頭。顔がよくケンカも強いが、女を平気で殴るなど性格は悪い。過去にイチゴに殴られ倒れた拍子に割れた瓶で怪我をし、以来額から頭にかけて大きな傷跡が残る。そのことでイチゴを恨み、イチゴと仲のいいサヤカを監禁するが、駆けつけたハヤトに殴られ敗北する。
光（ひかる）
ユイの義理の兄。名字は不明。性格がかなり悪く、義理の母親であるユイの母に毎日のように金を渡すよう要求し、金がないと言われると暴力を振るう。しかし、ユイがハヤトに助けを求めたことで、ハヤトに殴られ二階から転落する。その後は父親がユイの母と離婚したため、ユイとは無関係となる。
桐生拓馬（きりゅう たくま）
一太の友達。愛車はW650。喧嘩は強いが、自分からは仕掛けない、温厚で人柄のいい人物。喧嘩は好まないが、「やらなければいけないときもある」と発言している。夜黒蝶というケンカグループに所属していたが、友だちに裏切られ、グループを抜け出す。しかし、一太やハヤト、ケンジを見て「自分達もああいう風になろう」と決意する。
京谷重隆（きょうや しげたか）
京谷隆利の弟で、二代目六鬼會の頭。兄がかなりの危険人物だったため、「京谷の弟」と呼ばれ続けていた。自分の存在を認めさせるため、「GLAM ZERO」というチームを結成した。
鳴我隆盛（なるが たかもり）
元の中学時代の先輩。元に毎週木曜日に喧嘩を売られ続けていたが、全勝。中学時代元達が華咲に絡まれていたため、華咲の不良の頭を木材で殴り、捕まる。
数年後、無事に出所し再び町に戻り、源を仲間に誘った際に菊池と対戦し圧勝する。その後ハヤトと対戦し、激戦の末敗北した。負けた後は町から立ち去っており、その後の消息は不明である。
喧嘩の強さはかなりのものであり、菊池に「何度やっても勝てる気がしねぇ」と言わせるほどの実力者である。
馬場浩平（ばば こうへい）
桐生の後輩。桐生を裏切ったが、その後は桐生と和解した。
湯ノ目麻衣（ゆのめ まい）
一太の幼なじみ。仕事で忙しい一太にお弁当を作っているなど、気が利く。一太と付き合っているのかは不明だが、相思相愛の模様。
後に一太と結婚
トモキの母
トモキの母親。本名は不明。自宅でコンビニを経営している。
一太の父
赤井一太の父親で赤井モータースの店主。かなり無愛想で、よくタバコを吸っている。
竹下（たけした）
ハヤトと菊池が働く牛丼屋のバイトリーダー。仕事に関しては厳しいが、ハヤトたちをかばうこともある良き先輩。釣り雑誌でも紹介されるような有名な釣り人で、将来はアメリカに渡ってバスプロになりたいと考えており、牛丼屋で働いているのはそのための資金稼ぎ。通称「イージス竹下」。仕事とプライベートではノリ・テンションが大きく違う。釣り技術の高さから真木から尊敬の念を抱かれる。
真田絵理奈（さなだえりな）
真田の妹。元々はごく普通の少女だったが誘拐され、暴行されそうになった際助けに来た兄達を見て不良に目覚め中学デビューした。自称：「S.E.G（真田エリナ軍団）大将」。

## 単行本
- 平川哲弘 『クローバー』 秋田書店〈少年チャンピオン・コミックス〉、全43巻
  1. 2007年8月8日発売 ISBN 978-4-253-21321-9
  2. 2007年11月8日発売 ISBN 978-4-253-21322-6
  3. 2008年1月8日発売 ISBN 978-4-253-21323-3
  4. 2008年3月7日発売 ISBN 978-4-253-21324-0
  5. 2008年5月8日発売 ISBN 978-4-253-21325-7
  6. 2008年7月8日発売 ISBN 978-4-253-21326-4
  7. 2008年9月8日発売 ISBN 978-4-253-21327-1
  8. 2008年12月8日発売 ISBN 978-4-253-21328-8
  9. 2009年2月6日発売 ISBN 978-4-253-21329-5
  10. 2009年4月8日発売 ISBN 978-4-253-21330-1
  11. 2009年6月8日発売 ISBN 978-4-253-21561-9
  12. 2009年9月8日発売 ISBN 978-4-253-21562-6
  13. 2009年11月6日発売 ISBN 978-4-253-21563-3
  14. 2010年1月8日発売 ISBN 978-4-253-21564-0
  15. 2010年3月8日発売 ISBN 978-4-253-21565-7
  16. 2010年6月8日発売 ISBN 978-4-253-21566-4
  17. 2010年8月6日発売 ISBN 978-4-253-21567-1
  18. 2010年10月8日発売 ISBN 978-4-253-21568-8
  19. 2010年12月8日発売 ISBN 978-4-253-21569-5
  20. 2011年3月8日発売 ISBN 978-4-253-21570-1
  21. 2011年4月6日発売 ISBN 978-4-253-21571-8
  22. 2011年7月8日発売 ISBN 978-4-253-21572-5
  23. 2011年9月8日発売 ISBN 978-4-253-21573-2
  24. 2011年11月8日発売 ISBN 978-4-253-21574-9
  25. 2012年2月8日発売 ISBN 978-4-253-21575-6
  26. 2012年4月6日発売 ISBN 978-4-253-21576-3
  27. 2012年6月8日発売 ISBN 978-4-253-21577-0
  28. 2012年8月8日発売 ISBN 978-4-253-21578-7
  29. 2012年11月8日発売 ISBN 978-4-253-21579-4
  30. 2013年1月8日発売 ISBN 978-4-253-21580-0
  31. 2013年5月8日発売 ISBN 978-4-253-22101-6
  32. 2013年7月8日発売 ISBN 978-4-253-22102-3
  33. 2013年10月8日発売 ISBN 978-4-253-22103-0
  34. 2014年1月8日発売 ISBN 978-4-253-22104-7
  35. 2014年3月7日発売 ISBN 978-4-253-22105-4
  36. 2014年6月6日発売 ISBN 978-4-253-22106-1
  37. 2014年9月8日発売 ISBN 978-4-253-22107-8
  38. 2014年12月8日発売 ISBN 978-4-253-22108-5
  39. 2015年2月6日発売 ISBN 978-4-253-22109-2
  40. 2015年5月8日発売 ISBN 978-4-253-22110-8
  41. 2015年7月8日発売 ISBN 978-4-253-22111-5
  42. 2015年10月8日発売 ISBN 978-4-253-22112-2
  43. 2015年12月8日発売 ISBN 978-4-253-22113-9

## テレビドラマ
2012年4月13日から6月29日までテレビ東京系列の『ドラマ24』（金曜 24:12 - 24:53）において放送された（全12回）。
キャッチコピーは「バカヤロウ残すんだよ! オレたちはずっと友達だって証を。」

### 概要
ハヤト、トモキ、ケンジはそれぞれ子供時代に出会い、隼斗が転校する前に3人の友情の証として二宮金次郎像に名前とクローバーの絵を書き残す。

### 登場人物

#### メインキャスト
美咲隼斗
演 - 賀来賢人（少年期：小泉諒河）
8年振りに友情の証である二宮金次郎像を持って友基の前に姿を現す。
奈良友基
演 - 三浦貴大（少年期：大島璃生）
バイク好きな高校生。久し振りに地元へ帰って来た友達を拒絶していた。
花山健次
演 - 鈴之助（少年期：鈴木啓）
少年時代、友達もおらず心に寂しさを抱えていたころ、隼斗と友基に出会い仲良くなる。家計を支えるため、でんでん引越しセンターでアルバイトしている。以前、事業失敗で追い込まれていた父親を助けるため、大城に100万円を借りたことから、強引に兵隊として命令されていた。
赤井一太
演 - 青柳翔
友基が通う高校の先輩。バイクショップ「Motor Cycle AKAI」の跡取り息子。
秋山ユイ
演 - 有村架純
隼斗らの同級生。友基が困っている時、声を掛けるなど優しい一面を見せる優等生。
レイナ
演 - 有村架純
派手なメイクと服装をしたギャル。不良の争いに巻き込まれたとき、隼斗が助けに入る。

#### 家族
奈良佳恵
演 - たむらもとこ
友基の母親。
花山公明
演 - 池浪玄八
健次の父親。決済が下りる金額まで100万円足らず倒産寸前に追い込まれ自殺を決意する。
秋山光
演 - 小林竜樹
後妻である母親に家庭内暴力をはたらき、金を奪い取る。
秋山恵子
演 - 大竹一重
ユイの母親。息子の光とは血が繋がっていない。

#### 華咲工業高校
菊池
演 - 南圭介
真田
演 - 青木健
1年。番長の守谷には従わず、喧嘩が強い人間が上に立つべきだと主張する。
金髪の佐藤
演 - 村上剛基
赤毛の石野
演 - 河野総太
1年。ポイ捨てを注意した隼斗に喧嘩を仕掛けるが返り討ちに合う。
守谷直人
演 - 丞威
3年番長。絶対的な権力を持ち、自ら発した言葉が華咲のルールとなる。地元の暴力団が一目置くほど喧嘩が強い。
南正彦
演 - 新井裕介
3年幹部。1年入学式当日、華咲の規則に従うよう命令するが、奴隷のような扱いには納得出来ないと菊池らが反発する。
勝つためなら手段を選ばず卑怯な手を使ってでも相手を徹底的に叩きのめす。
神田章男
演 - 加治将樹
3年。守谷の下についた理由は定かではないが、ゲーム感覚で華咲の幹部をしている。拳法が得意で喧嘩には自信がある。
竹内浩平
演 - 稲葉友
3年幹部。軽薄な性格で幹部のなかで1番脇が甘い。常時、複数の女性と関係を持つ軟派な男。街で偶然通りかかったレイナに声を掛ける。
山田一樹
演 - 中村昌也
3年幹部。アマチュアのキックボクシングで優勝した経験を持つ。キックの力を守谷に見込まれ、新しく幹部入りする。

#### 六鬼會
京谷隆利
演 - 虎牙光揮
No.1。人間の身体にゴルフコースを描いて、限界まで痛めつけるのを楽しみにしているサディスティックで冷酷な性格をしている。
御堂宏樹
演 - 坂口拓
No.2。下部メンバーに多額の上納金を収めるよう命令し、京谷同様に相手を散々痛めつけ、逆らわないように恐怖を植え付けている。

#### その他
二階堂一樹
演 - 中島広稀
九十九商業高校の生徒で、健次と同じアルバイト仲間。華咲の佐藤と石野に、土に埋められ身動きが取れなくなったときに、偶然出会った隼斗に助けてもらう。

#### ゲスト

##### 第1 - 2話
加藤
演 - 黒石高大
吉本
演 - 楠井博士（第11話）
坂田
演 - 奥野瑛太
桃浜高校生徒。
大城 - 板橋駿谷
桃浜高校生徒。父親は開業医。健次に100万円を貸したことから、強引に支配下に置いていた。

##### 第2 - 3話
新野
演 - 中村織央
白滝高校。赤井に復讐するため友基と偶然その場に居合わせたユイを拉致した。

##### 第10話
椿壱吾
演 - RED RICE（湘南乃風）
魚屋店主。隼斗を自販機荒らしだと勘違いし、殴り倒してしまう。
徳山
演 - 市原清彦
栗浜商店街会長。若者にはやり直す機会を与えてあげなければと自販機荒らしをしていた蛭田に慈悲の言葉を掛ける。
蛭田一豊
演 - 駒木根隆介
健次の中学生時代の同級生。六鬼會の下部組織に所属しており、上納金を収めるために自販機荒らしで金を捻出していた。

### スタッフ
- 原作 - 平川哲弘「クローバー」（週刊少年チャンピオン / 秋田書店）
- 脚本 - 村上直美、山岡潤平
- 音楽 - 岩崎太整
- 監督 - 入江悠
- 監督補 - 青木達也
- アクション - カラサワイサオ
- チーフプロデューサー - 岡部紳二（テレビ東京）
- プロデューサー - 中川順平（テレビ東京）、森川真行・石塚清和（ファインエンターテイメント）
- プロデューサー補 - 小松幸敏、下鳥真沙
- 制作 - テレビ東京、ファインエンターテイメント
- 製作著作 - 「クローバー」製作委員会

### 主題歌
- OPテーマ - THE NAMPA BOYS「プランジ」（A-Sketch / muddy water records）
- EDテーマ - 湘南乃風「白詰草」（トイズファクトリー）

### サブタイトル
| 各話                                                      | 放送日  | サブタイトル                   | ラテ欄                                                                             | 脚本     |
| --------------------------------------------------------- | ------- | ------------------------------ | ---------------------------------------------------------------------------------- | -------- |
| Vol.1                                                     | 4月13日 | 帰ってきた男                   | 500万部長ヤンキー漫画の最終兵器待望のドラマ化! ケンカ×恋×友情!!                    | 村上直美 |
| Vol.2                                                     | 4月20日 | 百万円をぶっとばせ!            | 1000000円ブッ飛ばせ!! 壮絶アクション! 友情パンチ100速 ミニスカヒロインは恋の予感!? | 村上直美 |
| Vol.3                                                     | 4月27日 | ゴキブリ野郎にアッパーカット   | 友情のために! アクションMAX劇熱イイ男達の本気バトル ミニスカート小悪魔の甘い誘惑!? | 村上直美 |
| Vol.4                                                     | 5月04日 | 悪の華・華咲工業高校           | 最強にして最悪 悪の華軍団! 絶体絶命ミニスカ娘の大ピンチ 衝撃の告白                 | 村上直美 |
| Vol.5                                                     | 5月11日 | 竿の借りはぜってえ返す!        | 最強悪の華軍団 5VS5全面戦争突入! ナマ脚女神の甘い誘惑“今晩泊めて…”                 | 村上直美 |
| Vol.6                                                     | 5月18日 | 守谷軍団と全面戦争!            | 突入! 全面対決 凶悪カリスマ超絶キックに 絶体絶命のピンチ 走れ!! 友のために…        | 村上直美 |
| Vol.7                                                     | 5月25日 | 決着! ハヤトVS守谷             | ついに最終決着“悪の華戦争”魂のロケットパンチ… そして危険な三角関係勃発             | 村上直美 |
| Vol.8                                                     | 6月01日 | ユイがレイナで、レイナがユイ!? | 禁断の同棲生活 ミニスカか熟女か? 暴かれる二股疑惑! 逆転キックは愛のパワー          | 村上直美 |
| Vol.9                                                     | 6月08日 | ハワイ旅行が当たった!?         | 運命のカウントダウン! 制限時間45分 消えたタイムカプセルに秘めた友情の証            | 村上直美 |
| Vol.10                                                    | 6月15日 | 極悪非道! 恐怖の六鬼會         | 登場! 史上最強の怪物にハヤト秒殺!! “奴らには関わるな”恐怖の人間ゴルフ              | 山岡潤平 |
| Vol.11                                                    | 6月22日 | お前はもうダチじゃねぇ!        | ついに最終章…“お前はもうダチじゃねぇ” 踏みにじられたクローバー                     | 山岡潤平 |
| 最終話                                                    | 6月29日 | 友情のクローバー               | ついに決着! 魂の逆転超絶アッパーカット “俺達はずっと友達だ!”                       | 山岡潤平 |
| 平均視聴率 2.1%（視聴率は関東地区・ビデオリサーチ社調べ） |         |                                |                                                                                    |          |

### ネット局と放送時間
| 放送対象地域   | 放送局                      | 系列                          | 放送期間                      | 放送曜日・時間     |
| -------------- | --------------------------- | ----------------------------- | ----------------------------- | ------------------ |
| 関東広域圏     | テレビ東京（TX） （制作局） | テレビ東京系列                | 2012年4月13日 - 6月29日       | 金曜 24:12 - 24:53 |
| 北海道         | テレビ北海道（TVh）         | テレビ東京系列                | 2012年4月13日 - 6月29日       | 金曜 24:12 - 24:53 |
| 愛知県         | テレビ愛知（TVA）           | テレビ東京系列                | 2012年4月13日 - 6月29日       | 金曜 24:12 - 24:53 |
| 岡山県・香川県 | テレビせとうち（TSC）       | テレビ東京系列                | 2012年4月13日 - 6月29日       | 金曜 24:12 - 24:53 |
| 福岡県         | TVQ九州放送（TVQ）          | テレビ東京系列                | 2012年4月13日 - 6月29日       | 金曜 24:12 - 24:53 |
| 大阪府         | テレビ大阪（TVO）           | テレビ東京系列                | 2012年4月16日 - 7月2日        | 月曜 24:12 - 24:53 |
| 奈良県         | 奈良テレビ（TVN）           | JAITS                         | 2012年4月20日 - 7月6日        | 金曜 25:30 - 26:05 |
| 石川県         | 北陸放送（MRO）             | TBS系列                       | 2012年5月17日 - 8月30日       | 木曜 25:25 - 26:05 |
| 長野県         | 信越放送（SBC）             | TBS系列                       | 2012年6月1日 - 8月31日        | 金曜 24:50 - 25:30 |
| 日本全域       | BSジャパン                  | テレビ東京系列 BSデジタル放送 | 2012年7月1日 - 9月16日        | 日曜 24:00 - 24:35 |
| 福島県         | 福島中央テレビ（FCT）       | 日本テレビ系列                | 2012年7月5日 - 9月20日        | 木曜 25:13 - 25:53 |
| 新潟県         | テレビ新潟（TeNY）          | 日本テレビ系列                | 2012年7月12日 - 10月4日       | 木曜 24:43 - 25:23 |
| 岩手県         | IBC岩手放送（IBC）          | TBS系列                       | 2012年8月3日 - 10月19日       | 金曜 24:55 - 25:35 |
| 熊本県         | くまもと県民テレビ（KKT）   | 日本テレビ系列                | 2012年8月4日 - 10月27日       | 土曜 25:00 - 25:40 |
| 広島県         | 広島テレビ（HTV）           | 日本テレビ系列                | 2012年8月31日 - 11月16日      | 金曜 25:08 - 25:48 |
| 和歌山県       | テレビ和歌山（WTV）         | JAITS                         | 2012年9月1日 - 11月17日       | 土曜 24:00 - 24:40 |
| 滋賀県         | びわ湖放送（BBC）           | JAITS                         | 2012年10月21日 - 2013年1月6日 | 日曜 25:30 - 26:10 |

### 備考
- 2012年5月18日の23:00 - 24:11（第5話放送前）に、ニコニコ生放送に入江悠監督・賀来賢人・三浦貴大・有村架純が生出演した[7]。
- テレビ東京では関東ローカルにおいて、視聴できなかった視聴者に配慮する形で、見逃し放送として2012年5月20日と6月3日の26:15 - 28:55に4話分（5月20日は第1話 - 第4話、6月3日は第5話 - 第8話）の再放送を実施した他、2013年3月6日から3月27日まで水曜27:20枠（『ドラマシリーズ』）において傑作選と題して第4話までの再放送を実施した他[8]、2015年1月7日からは『ドラマシリーズ』において全話再放送された。

| テレビ東京 ドラマ24                                                  | テレビ東京 ドラマ24                    | テレビ東京 ドラマ24                       |
| 前番組                                                               | 番組名                                 | 次番組                                    |
| -------------------------------------------------------------------- | -------------------------------------- | ----------------------------------------- |
| 撮らないで下さい!! グラビアアイドル裏物語 （2012年1月13日 - 4月6日） | クローバー （2012年4月13日 - 6月29日） | マジすか学園3 （2012年7月13日 - 10月5日） |